# Apóstoles
Apóstoles est une ville d'Argentine ainsi que le chef-lieu du département d'Apóstoles de la province de Misiones.

## Population
La ville comptait 22 395 habitants en 2001, ce qui représentait une hausse de 41,0% par rapport à 1991.

## Économie
L'économie d'Apóstoles repose sur l'agriculture et notamment sur la culture du maté. La ville est d'ailleurs considérée comme la capitale nationale et internationale du maté.

## Histoire
Fondée par les Jésuites en 1638, Apóstoles (qui signifie «Apôtres» en espagnol) voit sa population augmenter à la fin du XIXe siècle, lorsque des immigrants polonais et ukrainiens venus de Galicie s'y sont installés. La municipalité d'Apóstoles est officiellement créée en 1913.
Le 2 juillet 1817, Apóstoles est le théâtre d'une bataille célèbre, la bataille d'Apóstoles, au cours de laquelle le général Andrés Guazurary défait le général portugais Francisco das Chagas Santos, qui avait envahi les Misiones.